# Turó de la Rovira
Le Turó de la Rovira est une montagne située dans la ville de Barcelone, haut lieu de mémoire de la guerre d'Espagne.

## Géographie
Le Turó de la Rovira fait partie des sept turons de Barcelone, en référence aux sept collines de Rome.
Situé dans le district d'Horta-Guinardó, il appartient aux Tres Turons (Turó de la Rovira, Turó del Carmel et Creueta del Coll), chaîne montagneuse de Barcelone.

## Histoire
Le lieu est célèbre pour avoir été un lieu de résistance contre les bombardements des nationalistes, des nazis et de l'Italie durant la guerre d'Espagne.
Il accueille notamment les batteries aériennes de l'armée populaire de la République pendant le conflit.

## Transports
La montagne est percée par le système des tunnels de la Rovira, œuvre de l'architecte catalane Beth Galí.

## Tourisme et postérité

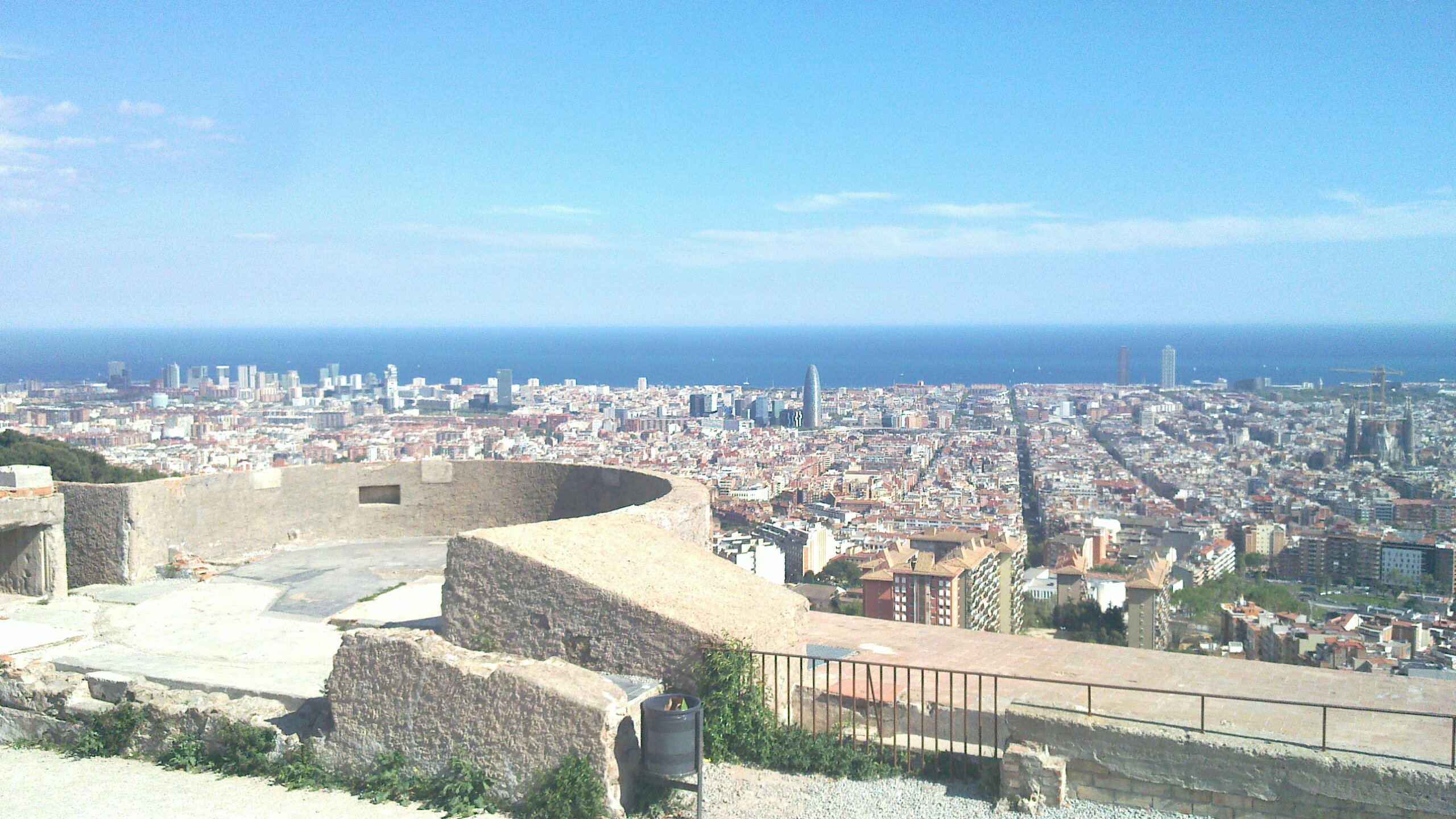
Vue de Barcelone depuis le Turó de la Rovira.

Le site est considéré comme l'un des grands lieux de mémoire de l'histoire de l'Europe.
Il est connu également sous le nom de Bunker del Carmel.
Aménagé en mirador par la mairie de Barcelone pour accueillir le public, le site est l'un des plus beaux promontoires du panorama de Barcelone.
Il est aujourd'hui l'un des grands sites reconnus du tourisme mémoriel de la guerre d'Espagne et de la Seconde Guerre mondiale au niveau international.
Son versant est accueille le parc de la Creueta del Coll, qui abrite l'œuvre Elogi de l'Aigua du sculpteur basque Eduardo Chillida.